# 宇治川大橋
宇治川大橋（うじがわおおはし）は、京都府京都市伏見区の宇治川に架かる橋である。
中央分離帯・歩道（両側）・街路灯付きの4車線。

## 概要
1966年（昭和41年）3月に、現在の京都府道・大阪府道13号京都守口線のバイパスとなる国道1号枚方バイパスとして開通した。21世紀に入り、さらにそのバイパスである第二京阪道路の供用が開始され、バイパス道路としての役割を譲りつつあるが、依然として交通量は多い。
川幅が狭くなっている淀付近とは対照的に河川敷が広いため、木津川大橋よりも橋長が長い。

## 沿革
当初の計画では枚方バイパスは枚方市出口付近から洞ヶ峠を経て八幡町（当時）を北上して御幸橋南詰に接続する計画だった。しかし、後に車両の大型化と重量化、トラックの増加により御幸橋が老朽化しているとして、久御山町を通り伏見区大手筋交差点に接続する計画に改められたため、宇治川大橋が建設されることとなった。
- 1960年 - 枚方バイパスが宇治川大橋を通るルートに決定
- 1961年 - 新道路整備第三次五ヵ年計画が発足し、現在のルートが決定。建設開始。
- 1966年3月 - 開通
- 1973年度 - 拡幅工事（歩道・中央分離帯設置工事）着工
- 1977年度 - 拡幅工事（歩道・中央分離帯設置工事）竣工